# Alex Bassani
Alex Bassani (Castel San Pietro Terme, 25 novembre 1990) è un giocatore di baseball italiano.

## Carriera

### Club
Nato come battitore, ha esordito in IBL con la Fortitudo nel 2013. Dopo due anni ai Godo Knights, ha giocato per un altro biennio a Novara: egli stesso ha definito il periodo qui passato come quello fondamentale per la sua crescita. Approda nel 2018 a Rimini con cui raggiunge la semifinale scudetto.
Con la scomparsa della società romagnola, Bassani fa ritorno a Bologna per vivere una storica annata, quella della doppietta scudetto-Coppa Campioni. L'anno seguente gli reca un importante traguardo personale, poiché viene nominato MVP della serie scudetto vinta ancora dai felsinei.

### Nazionale
Con l'Italia ha preso parte agli Europei 2019 e 2021, valsi rispettivamente una medaglia di bronzo ed una d'argento, e al World Baseball Classic 2023, dove gli Azzurri sono usciti ai quarti di finale.

## Palmarès

### Club
- Campionati italiani: 3

Bologna: 2019, 2020, 2023
- Coppe Italia: 1

Bologna: 2022
- European Champions Cup: 1

Bologna: 2019